# Live at the Greek Theatre 2008
Albums de Ringo Starr et le All-Starr Band
Y Not
(2010) Ringo 2012
(2012)
Live at the Greek Theatre 2008 est le neuvième album live de Ringo Starr et de son All-Starr Band, publié durant l'été 2010. L'enregistrement date d'un concert tenu à Los Angeles en 2008. Starr était accompagné sur scène de Billy Squier, Colin Hay, Edgar Winter, Gary Wright, Hamish Stuart et Gregg Bissonette. Le groupe reprend la plupart des classiques de Ringo, notamment Yellow Submarine et Photograph. Parmi les chansons inédites en concert, Ringo Starr y interprète Oh My My ainsi que, en hommage à George Harrison, Never Without You et en hommage à John Lennon, sa chanson Give Peace a Chance.
La critique et le public ont majoritairement ignoré cet album, reprochant au groupe d'être trop prolifique et de proposer trop d'albums au contenu globalement similaire. Cependant, la prestation elle-même a été jugée de bonne qualité.

## Liste des chansons
| No  | Titre                                                       | Auteur                                                     | Durée |
| --- | ----------------------------------------------------------- | ---------------------------------------------------------- | ----- |
| 1.  | Intro/With a Little Help from My Friends/It Don't Come Easy | Paul McCartney/John Lennon/George Harrison/Richard Starkey | 4:24  |
| 2.  | What Goes On                                                | John Lennon/Paul McCartney/Richard Starkey                 | 3:48  |
| 3.  | The Stroke                                                  | Billy Squier                                               | 6:55  |
| 4.  | Free Ride                                                   | Dan Hartman                                                | 5:23  |
| 5.  | Dream Weaver                                                | Gary Wright                                                | 5:09  |
| 6.  | Boys                                                        | Luther Dixon, Wes Farrell                                  | 4:03  |
| 7.  | Pick Up the Pieces                                          | Roger Ball                                                 | 6:12  |
| 8.  | Act Naturally                                               | Johnny Russell/Voni Morrison                               | 3:25  |
| 9.  | Yellow Submarine                                            | John Lennon/Paul McCartney                                 | 3:20  |
| 10. | Never Without You                                           | Richard Starkey/Mark Hudson/Gary Nicholson                 | 5:26  |
| 11. | I Wanna Be Your Man                                         | John Lennon/Paul McCartney                                 | 3:40  |
| 12. | Who Can It Be Now?                                          | Colin Hay                                                  | 4:55  |
| 13. | Photograph                                                  | George Harrison/Richard Starkey                            | 3:56  |
| 14. | Oh My My                                                    | Richard Starkey/Vini Poncia                                | 5:02  |
| 15. | With a Little Help from My Friends                          | John Lennon/Paul McCartney                                 | 3:45  |
| 16. | Give Peace a Chance                                         | John Lennon                                                | 2:33  |

## All-Starr Band 2008
- Ringo Starr – batterie, chant
- Colin Hay – guitare, chant
- Billy Squier – guitare, basse, chant
- Hamish Stuart – basse, guitare, chant
- Edgar Winter – claviers, saxophone, chant
- Gary Wright – claviers, keytar, voix
- Gregg Bissonette – batterie